# Discografia di Clementino
In questa voce è riportata la discografia di Clementino, cantautore hip hop italiano.

## Album in studio
| Anno                                                | Titolo | Posizione massima | Certificazioni |
| Anno                                                | Titolo | ITA               | Certificazioni |
| --------------------------------------------------- | --- | ----------------- | -------------- |
| 2006                                                | Napolimanicomio - Pubblicato: 29 aprile 2006 - Etichetta: Lynx Records - Formati: CD, download digitale                                | —                 |                |
| 2011                                                | I.E.N.A. - Pubblicato: 19 dicembre 2011 - Etichetta: Relief Records, Audioglobe - Formati: CD, download digitale                       | —                 |                |
| 2013                                                | Armageddon (con Dope One e O'Luwong) - Pubblicato: 12 gennaio 2013 - Etichetta: Ammontone Productions - Formati: CD, download digitale | —                 |                |
| 2013                                                | Mea culpa - Pubblicato: 28 maggio 2013 - Etichetta: Universal, Tempi Duri - Formati: CD, download digitale                             | 4                 | - ITA: Oro     |
| 2015                                                | Miracolo! - Pubblicato: 28 aprile 2015 - Etichetta: Universal - Formati: CD, download digitale                                         | 1                 | - ITA: Oro     |
| 2017                                                | Vulcano - Pubblicato: 24 marzo 2017 - Etichetta: Universal - Formati: CD, download digitale                                            | 3                 |                |
| 2019                                                | Tarantelle - Pubblicato: 3 maggio 2019 - Etichetta: Universal - Formati: CD, download digitale, streaming                              | 3                 |                |
| 2022                                                | Black Pulcinella - Pubblicato: 29 aprile 2022 - Etichetta: Epic, Sony Music - Formati: CD, MC, LP, download digitale, streaming        | 7                 |                |
| 2025                                                | Grande anima - Pubblicato: 25 luglio 2025 - Etichetta: Epic, Sony Music - Formati: CD, LP, download digitale, streaming                | —                 |                |
| "—" indica che l'album non è entrato in classifica. | |                   |                |

## Extended play
| Anno | Titolo |
| ---- | --- |
| 2006 | Iene disumane (con Uomodisu) - Pubblicato: 30 novembre 2006 - Etichetta: Uomodisu Music - Formati: download digitale |

## Singoli
| Anno | Titolo                                                  | Certificazioni | Album di provenienza     |
| ---- | ------------------------------------------------------- | -------------- | ------------------------ |
| 2013 | 'O vient                                                | - ITA: Oro     | Mea culpa                |
| 2013 | Il re lucertola                                         |                | Mea culpa                |
| 2013 | Fratello (feat. Jovanotti)                              |                | Mea culpa                |
| 2014 | Buenos Aires/Napoli (feat. Negrita)                     |                | Mea culpa                |
| 2014 | Giungla (feat. Rocco Hunt)                              |                | Mea culpa                |
| 2015 | Luna                                                    | - ITA: Oro     | Miracolo!                |
| 2015 | Sotto le stelle                                         |                | Miracolo!                |
| 2016 | Quando sono lontano                                     | - ITA: Platino | Miracolo! - Ultimo round |
| 2016 | Don Raffaè                                              |                | Miracolo! - Ultimo round |
| 2017 | Ragazzi fuori                                           |                | Vulcano                  |
| 2017 | Uè ammo                                                 |                | Vulcano                  |
| 2017 | Tutti scienziati                                        |                | Vulcano                  |
| 2017 | La cosa più bella che ho                                | - ITA: Oro     | Vulcano                  |
| 2019 | Gandhi                                                  |                | Tarantelle               |
| 2019 | Un palmo dal cielo                                      |                | Tarantelle               |
| 2019 | Hola! (feat. Nayt)                                      |                | Tarantelle               |
| 2019 | Chi vuol essere milionario? (feat. Fabri Fibra)         |                | Tarantelle               |
| 2019 | Mare di notte                                           |                | Tarantelle               |
| 2019 | Come fa? (feat. MadMan)                                 |                | /                        |
| 2020 | Partenope                                               |                | /                        |
| 2021 | Señorita (con Nina Zilli)                               |                | /                        |
| 2021 | O'faccio buono (con Big Effe e Nerone)                  |                | /                        |
| 2022 | ATM                                                     |                | Black Pulcinella         |
| 2023 | Guardando la luna (Napoli RMX)                          |                | Grande anima             |
| 2023 | Voglio di più (con Serena Brancale)                     |                | /                        |
| 2023 | Leggenda da bar (con Inoki)                             |                | /                        |
| 2024 | Tereketé (Napoli Version) (con Ciccio Merolla e Hellen) |                | /                        |
| 2024 | Musica eterna (con Grido)                               |                | Musica eterna            |
| 2024 | Parlo 'e te (luna rossa) (con STE e LDO)                |                | Grande anima             |
| 2025 | Sorridi e vuoi fumare                                   |                | Grande anima             |
| 2025 | Solo una volta (con Alex Britti)                        |                | /                        |
| 2025 | Batte il cuore                                          |                | Grande anima             |

## Partecipazioni ad album di artisti vari
| Anno | Album                                          | Brano/i | Etichetta                                     |
| ---- | ---------------------------------------------- | --- | --------------------------------------------- |
| 2004 | Orgoglio nazionale                             | Ke ata fa ka | —                                             |
| 2005 | Napolizm: a Fresh Collection of Neapolitan Rap | L'età re' tass (Perrone Remix)                                                                                           | POLEMICS Recordings                           |
| 2006 | Crash Test Vol. 1                              | Moschettiere | First Class Music                             |
| 2007 | Prodotti A-Tipici                              | Fremen Massive | La Grande Onda                                |
| 2008 | Esprimersi Mixtape                             | Dalla penna (feat. Franco Negrè)                                                                                         | —                                             |
| 2008 | Best Seller Compilation Vol. 1 & 2             | 'O' fuoco (feat. Alea)                                                                                                   | TRB rec di Andrea Tognassi - Music Publishing |
| 2011 | Machete Mixtape                                | Machete State of Mind (con Salmo e Enigma)                                                                               | Machete Productions                           |
| 2012 | MTV Spit Mixtape                               | Le migliori rime sui 4/4 (con Dari, Rancore, Nitro, Kenzie, Kiave, Dank, Loop Luna, Noema, Fred De Palma, Moreno e Ensi) | MTV Italia, Tempi Duri                        |
| 2012 | MTV Spit Mixtape                               | Best | MTV Italia, Tempi Duri                        |
| 2012 | MTV Spit Mixtape                               | Freestyle inedito | MTV Italia, Tempi Duri                        |
| 2012 | Al centro della scena Mixtape                  | Toxico | Tempi Duri                                    |
| 2012 | 'Machete Mixtape Vol II                        | Ready for War (con Nitro, Enigma, El Raton e Raige)                                                                      | Machete Productions                           |
| 2013 | Hot Party Summer 2013                          | 'O vient | Universal                                     |
| 2013 | In Italia - Hip Hop Smash Hits, Vol.3          | 'O vient | Universal                                     |
| 2013 | Hit Mania Estate 2013                          | 'O vient | Universal                                     |
| 2013 | Hip Hop Stars                                  | 'O vient | Radio 105 s.l.r.                              |
| 2013 | Radio Italia Duets                             | Fratello | Sony Music                                    |

## Altri brani
| Anno | Titolo                                                                    | Note |
| ---- | ------------------------------------------------------------------------- | --- |
| 2012 | NAnthem volume 2 (con Ntò, Patto MC, Peste, Svez, O'Tre e Speaker Cenzou) | - Brano che riunisce in un'unica canzone alcuni dei maggiori esponenti del rap napoletano.                                                              |
| 2013 | Passa il microfono (con Moreno, Fred De Palma e Shade)                    | - Brano pubblicato per promuovere la nota azienda produttrice di bevande PepsiCo.                                                                       |
| 2014 | Dio rap                                                                   | - Cover della più famosa Rap God di Eminem, pubblicata su SoundCloud come ringraziamento per i 500.000 iscritti sulla sua pagina ufficiale su Facebook. |

## Collaborazioni
| Anno | Artista                                | Brano |
| ---- | -------------------------------------- | --- |
| 2006 | Paura                                  | Oltre le Colonne d'Ercole (feat. Clementino)                                                                                                   |
| 2006 | Emcee O'Zi                             | Carenza di mezzi (feat. Clementino e Dope One)                                                                                                 |
| 2006 | Rubo                                   | Beh fratello (e so' 10 anni) (feat. Clementino)                                                                                                |
| 2007 | Kiave                                  | Non manca niente (feat. Clementino e DJ Jumbo)                                                                                                 |
| 2008 | Mirko Miro                             | Microphone All Star (feat. Clementino) |
| 2008 | Jesto                                  | Nell'iPod (feat. Clementino) |
| 2008 | MicRoventi                             | Livello estremo (feat. Clementino) |
| 2009 | DJ Gruff                               | La lapa (feat. Clementino, Marco Lombardo e Pijei Gionson)                                                                                     |
| 2009 | DJ Gruff                               | Caseconda (feat. Clementino, Marco Lombardo e DJ 2P)                                                                                           |
| 2009 | DJ Gruff                               | Liveli (feat. Marco Lombardo, Clementino, Paura e Pijei Gionson)                                                                               |
| 2009 | Fabio Musta                            | Antiopinionisti (feat. Clementino e Paura) |
| 2009 | Avatar                                 | Verità nostrane (feat. Clementino, Jar'N'Tune e DJ Zar)                                                                                        |
| 2009 | Kiave                                  | Il ritorno del microfono in fiamme (feat. Clementino, Franco Negrè e DJ Jumbo)                                                                 |
| 2010 | Patto Mc                               | Per Gentlemen and Ladies (feat. Clementino) |
| 2010 | Hyst                                   | Cuore su carta (feat. Clementino) |
| 2010 | Ensi                                   | Terrone Remix (feat. Clementino, Johnny Marsiglia, Miss Fritty, Op'rot, Ira e Kiave)                                                           |
| 2010 | Dub All Sense                          | 'A terra mia (feat. Clementino) |
| 2010 | Alien Gang                             | Ricordi (feat. Clementino e PGX) |
| 2011 | Jesto                                  | Paranoia Park (feat. Clementino, Gemitaiz, Hyst, Kiave, Yojimbo) (Remix)                                                                       |
| 2011 | DJ 2P                                  | Kill Vips (feat. Clementino) |
| 2011 | TheRivati                              | Funkynapoletano (feat. Clementino) |
| 2011 | 99 Posse                               | University of Secondigliano (feat. Clementino)                                                                                                 |
| 2011 | Broke n Spuork                         | Il grande sogno (feat. Clementino) |
| 2011 | Varna Vipra                            | Pillole di stile (feat. Clementino e BlackJeekous)                                                                                             |
| 2011 | Skarraphone                            | Paranoiz (feat. Clementino) |
| 2011 | Rocco Hunt                             | 'O mar e 'o sole (feat. Clementino) |
| 2011 | Piratiello                             | Vita da star (feat. Clementino) |
| 2011 | Maxi B                                 | Avanti il prossimo (feat. Fabri Fibra, Lucci, Naghi, ATPC e Clementino)                                                                        |
| 2012 | Ghemon                                 | Dico bene (feat. Mastino, Mistaman e Clementino)                                                                                               |
| 2012 | Mei                                    | Non perdono/Nie Wybaczam (feat. Clementino e RCK)                                                                                              |
| 2012 | Walino                                 | Generazione80 (feat. Clementino) |
| 2012 | Kapwan                                 | Fatt accussì (feat. Dope One e Clementino) |
| 2012 | Ensi                                   | Italian Freestylers (feat. Kiave e Clementino)                                                                                                 |
| 2012 | Stokka & MadBuddy                      | La fuga (feat. Clementino) |
| 2012 | Sharky MC                              | Non fare il gangsta (feat. Clementino) |
| 2012 | Rametto                                | Over né over (feat. Clementino) |
| 2012 | Roy Paci & Aretuska                    | Fino alla fine del mondo (feat. Clementino) |
| 2012 | Francesco Ricciardi                    | L'unico fuoco (feat. Ivan Granatino e Clementino)                                                                                              |
| 2012 | Slums Attack                           | Radio Wolna Europa (feat. DeFuckTo, Azyl, Sniper, Clementino, R-MC, Gandzior, Loo-MC, Shazaam e HiJack)                                        |
| 2012 | Davide Nicosia                         | Napoletan Power (feat. Clementino) |
| 2012 | GionnyScandal                          | Underground/Commerciale (feat. Clementino) |
| 2012 | Paura                                  | Zombie (feat. Clementino) |
| 2012 | Kiave                                  | Street Fighter (feat. Ensi e Clementino) |
| 2012 | Suarez                                 | Rotatoria (feat. Clementino e Grezzo S Lover)                                                                                                  |
| 2012 | Double Slam                            | Te quiero signorina (feat. Fabricia e Clementino)                                                                                              |
| 2013 | DJ Uncino                              | DJing (feat. Dope One e Clementino) |
| 2013 | Ntò                                    | Se ne cade la città (feat. Clementino) |
| 2013 | Rise Beatbox                           | I cinque sensi (feat. Ensi e Clementino) |
| 2013 | Moreno                                 | Qualcosa da dire (feat. Clementino) |
| 2013 | Boomdabash                             | Troppo strano (feat. Clementino) |
| 2013 | Mr. Chinasky                           | L'ombra del dubbio (feat. Clementino e Shaagora)                                                                                               |
| 2013 | Rocco Hunt                             | Capocannonieri (feat. Clementino) |
| 2013 | Rubens                                 | Davanti a me (feat. Clementino e Terron Fabio)                                                                                                 |
| 2013 | Fritz da Cat                           | Gioventù bruciata (feat. Clementino) |
| 2013 | Dome Flame                             | Horror Criminal (feat. Clementino e Megaton)                                                                                                   |
| 2013 | Carlo Giannini                         | Golden Pot (feat. Lee Rush e Clementino) |
| 2013 | Gemitaiz                               | Tutti quanti (feat. Killa Cali, Jack the Smoker, LowLow, Ensi, Uzi Junker, Clementino e Pedar Poy)                                             |
| 2013 | Capeccapa                              | Male 'e capa (feat. Clementino) |
| 2013 | Gué Pequeno                            | Quei bravi ragazzi (feat. Clementino) |
| 2014 | Jesto                                  | No Way (feat. Clementino) |
| 2014 | Sangue Mostro                          | Rinascimento (feat. Clementino) |
| 2014 | The Night Skinny                       | Indian Tweet Posse (feat. Achille Lauro, Johnny Marsiglia, Ensi, Noyz Narcos, Chicoria, Louis Dee, Er Costa, Clementino, Rocco Hunt e E-Green) |
| 2014 | Deleterio                              | Tutto a posto (feat. Clementino e Roy Paci) |
| 2014 | Rocco Hunt                             | Ce magnamm' (feat. Clementino) |
| 2014 | Gemitaiz e MadMan                      | Drama (feat. Clementino) |
| 2014 | Sangue Mostro                          | Rinascimento (feat. Clementino) |
| 2014 | Soriani e D'Ambra                      | L'urlo di Tarzan (feat. Clementino) |
| 2014 | Nico Desideri (Nico e i suoi Desideri) | Made in Napoly (feat. Clementino) |
| 2015 | Fabri Fibra                            | E.U.R.O. (feat. Clementino) |
| 2015 | Don Joe                                | Woodstock (feat. Clementino e Rocco Hunt) |
| 2016 | Mondo Marcio                           | Knock Down (feat. Clementino) |
| 2016 | Gigi Soriani                           | O' Sole e Sta Città (feat. Clementino) |
| 2016 | Ntò                                    | Il ballo dei macellai (feat. Clementino, Marracash, Izi e Speaker Cenzou)                                                                      |
| 2016 | Le Scimmie                             | Famm sta tranquill (feat. Clementino) |
| 2017 | DJ Tayone                              | Resident Evil (feat. Izi e Clementino) |
| 2017 | Giulia Luzi                            | N.D.M. (Non disseti mai) |
| 2018 | Achille Lauro                          | Ammo' (feat. Rocco Hunt e Clementino) |
| 2019 | Peppe Soks                             | Dal sud (feat. Clementino) |
| 2019 | Rocco Hunt                             | Maledetto sud(feat. Clementino) |
| 2020 | Ntò                                    | Nevada (feat. Clementino) |
| 2020 | Hard GZ                                | Chin Chin (feat. Clementino) |
| 2020 | L'Elfo                                 | Boogie Woogie (feat. Clementino) |
| 2020 | Palù, Luis Rodriguez, Fel X            | Mueve (feat. Clementino) |
| 2020 | Gigi D'Alessio                         | Como suena el corazon (feat. Clementino) |
| 2020 | Gigi D'Alessio                         | Buongiorno (feat. Vale Lambo, MV Killa, LDA, CoCo, Franco Ricciardi, Lele Blade, Enzo Dong, Clementino, Geolier e Samurai Jay)                 |
| 2020 | Nicola Siciliano                       | Sona (feat. Clementino) |
| 2020 | Nerone                                 | Radici (feat. Clementino) |
| 2021 | Sensei                                 | Capi del rap (feat. Clementino) |
| 2021 | Il Tre                                 | Sogni e incubi (feat. Clementino) |
| 2021 | Big Fish                               | Tremendo Riddim (feat. Clementino, Vegas Jones, Silent Bob e Emis Killa)                                                                       |
| 2021 | Saint                                  | Ipnosi (feat. Clementino) |
| 2021 | Nex Cassèl                             | Bassdown (feat. Clementino) |
| 2021 | Drimer                                 | La differenza (feat. Clementino) |
| 2021 | Brusco                                 | Bam Bam (feat. Clementino) |
| 2021 | Christian Revo                         | Navicella (feat. Clementino) |
| 2021 | Pietrosauro                            | Favorita (feat. Clementino) |
| 2021 | Ugo Crepa                              | Laion (feat. Clementino) |
| 2021 | Versvs                                 | No Offence (feat. Clementino e Merkules) |
| 2022 | More Groove                            | Peso vero (feat. Giorno Giovanna, Clementino, Francesco Paura e BBoy Enea)                                                                     |
| 2022 | Jasmine Carrisi, Albano Carrisi        | Nessuno mai (feat. Clementino) |
| 2022 | Martina Difonte                        | Luna piena (Remix) (feat. Clementino) |
| 2023 | Luca Gringo                            | Nightmare (feat. Clementino) |
| 2023 | Speaker Cenzou                         | House Boat (feat. Clementino) |

## Video musicali
| Anno | Brano                       | Regia                                                                  |
| ---- | --------------------------- | ---------------------------------------------------------------------- |
| 2006 | Passano gli anni            | autoprodotto                                                           |
| 2010 | Artist No Good              | autoprodotto                                                           |
| 2010 | La mia musica               | Lidia Ravviso                                                          |
| 2012 | Toxico                      | Tomas Navarro, Vincenzo Onnembo                                        |
| 2012 | Rovine                      | Antonio Soraci                                                         |
| 2012 | Risata di una I.E.N.A.      | Lidia Ravviso                                                          |
| 2012 | Funk e TheRivati            | Julio Hasho                                                            |
| 2012 | Animals                     | Valerio Suarez                                                         |
| 2013 | La vita del palo            | Pino Caruso, Franck Bufi                                               |
| 2013 | 'O vient                    | Calu                                                                   |
| 2013 | Alto livello                | Mauro Russo                                                            |
| 2013 | Fratello                    | Ludovico Galletti, Sami Schinaia, Leandro Manuel Emede, Nicolò Cerioni |
| 2013 | Amsterdam                   | Mauro Russo                                                            |
| 2014 | Buenos Aires/Napoli         | Ludovico Galletti, Sami Schinaia                                       |
| 2014 | Pianoforte a vela           | Marco Maraniello                                                       |
| 2014 | Giungla                     | Mauro Russo                                                            |
| 2014 | Senza pensieri              | Mauro Russo                                                            |
| 2016 | Quando sono lontano         | Mauro Russo                                                            |
| 2017 | Ragazzi fuori               | Martina Pastori                                                        |
| 2017 | Tutti scienziati            | Mauro Russo                                                            |
| 2017 | La cosa più bella che ho    | Mauro Russo                                                            |
| 2019 | Chi vuol essere milionario? | Antonio Gerardo Risi                                                   |
| 2019 | Mare di notte               | Antonio Gerardo Risi                                                   |
| 2020 | Partenope                   | Antonio Gerardo Risi                                                   |
| 2021 | Señorita                    | Fabrizio Conte                                                         |
| 2021 | O'faccio buono              | Antonio Gerardo Risi                                                   |
| 2022 | ATM                         | Antonio Gerardo Risi                                                   |